# Archipelag Zachodnioestoński
Archipelag Zachodnioestoński (est. Lääne-Eesti saarestik) – wyspy w zachodniej Estonii na Bałtyku. W archipelagu znajdują się cztery największe wyspy Estonii: Sarema, Hiuma, Muhu i Vormsi oraz ok. 500 drobniejszych wysp. Powierzchnia archipelagu to ok. 4000 km².
Archipelag dawniej był znany jako Wyspy Moonsundzkie (est. Moonsundi arhipelaagiks, ros. Моонзундский архипелаг) – nazwa ta pochodzi od niemieckiej nazwy wyspy Muhu (Moon) i słowa sund, czyli cieśnina.
W 1917 Niemcy przeprowadzili na archipelagu operację desantową. Do walk doszło tam także w 1941 i 1944.

## Chronione tereny
W 1990 UNESCO ustanowiło na terenie archipelagu Rezerwat biosfery Archipelagu Zachodnioestońskiego.